# Agustín de Silva y Bernuy Fernández de Híjar
Agustín de Silva y Bernuy Fernández de Híjar (Madrid, 10 de mayo de 1822 - 16 de mayo de 1872), XIV duque de Híjar, XV de Aliaga y Castellot y X de Bournonville, VIII marqués de San Vicente del Barco y XV de Almenara, XV conde de Palma del Río, XV de Aranda, XII conde de Salvatierra y XXI de Ribadeo.
Era hijo único de Cayetano de Silva y de María de la Soledad Bernuy y Valda, XIII duques de Híjar. Contrajo matrimonio con Luisa Fernández de Córdoba y Pérez de Barradas (fallecida en 1902), hija del XIX conde de La Puebla del Maestre y dama de honor de Isabel II. Sin descendencia.
Recibió de Isabel II, el 30 de noviembre de 1866, la Gran Cruz de Carlos III. El 5 de diciembre del mismo año, además, fue autorizado a asumir oficialmente todos los títulos nobiliarios que le correspondían al ser titular de la Casa de Híjar.